# Siân James
Siân Catherine James, née le 24 juin 1959 à Morriston, Swansea, est une femme politique du Pays de Galles, membre du Labour Party gallois, qui est députée de la circonscription de Swansea Est de 2005 à 2015.

## Jeunesse
Elle passe son enfance à Swansea, où ses parents tiennent un débit de boisson. Elle va à l'école Cefn Saeson Comprehensive School du quartier de Cilma, à Neath. Jame se marie à 16 ans, et a deux enfants à ses 20 ans. Femme au foyer, elle déclare « du moment que mes rideaux en dentelles étaient les plus propres, que mes enfants étaient biens habillés avec des vêtements tricotés avec amour, j'étais heureuse »,.
Après la grève des mineurs britanniques de 1984-1985 où elle s'engage comme bénévole et aide plus de 1 000 familles de mineurs de sa région à travers 9 centre, décide de reprendre ses études, et va à l'université de Swansea où elle apprend le gallois. On retrouve cette époque de sa vie dans le film Pride, où son personnage est incarné par Jessica Gunning.

## Carrière politique
Après être élue au parlement, Siân James devient la secrétaire à la fois de Gareth Thomas, le ministre adjoint chargé de la politique commerciale, et de Paul Murphy, le secrétaire d'État pour le Pays de Galles, jusqu'à ce qu'elle dernier démission en 2009. Elle mentionne un burn-out comme cause de son départ. Dans la foulée, elle signe une motion contre le projet du gouvernement pour la privatisation partielle de la Royal Mail.
En février 2014, Siân James annonce qu'elle ne se présentera pas aux élections générales de 2015, car elle veut passer plus de temps à faire campagne hors du parlement. Le 26 septembre, elle  va à l'encontre de la ligne du parti travailliste et vote contre de nouvelles frappes aériennes contre l'État islamique en Irak.
En 2021, elle est placée première sur la liste du parti travailliste pour le sud est gallois, aux éléctions législatives galloises de 2021.